# Alberto Zum Felde
Alberto Zum Felde (Bahía Blanca, 1889 - Montevideo, 1976) va ser un crític, dramaturg i assagista uruguaià d'origen argentí. Se'l considera un dels grans filòsofs de la cultura hispanoamericana.
Amb el pseudònim d'Aurelio del Hebron va signar el seu primer llibre, Domus Aurea (1918), un conjunt de sonets i peces teatrals, típicament modernistes. Als anys 1920 va ser el redactor en cap de la revista La Pluma. Va ser un des nou escritors que van formar el nucli de la nova Acadèmia Nacional de Lletres de l'Uruguai creada el 1943.

## Obres destacades
- Proceso histórico de Uruguay (1920)
- Proceso intelectual del Uruguay (1930)
- El ocaso de la democracia (1939)
- Índice de la poesía uruguaya contemporánea (1933)
- Índice crítico de la literatura hispanoamericana: La ensayística (1964)
- Diálogo Cristo-Marx (1971)